# Bastuklubben
Bastuklubben var namnet på ett intervjuprogram på Radio AF, Lunds studentradio. Programmet sändes varje vecka under vår- och höstterminerna 2004 från en bastu på Lunds tekniska högskola med diverse kända och okända gäster. Bland dessa kan nämnas Hans-Uno Bengtsson, Fredrik Tersmeden, Lennart Prytz, Göran Bexell, Stry Terrarie, Anders Johansson, Måns Nilsson, Johan Linander och Daniel Ollhage.